# Wjatscheslaw
Wjatscheslaw (kyrillisch Вячеслав, wissenschaftliche Transliteration Vjačeslav) ist ein ostslawischer männlicher Vorname. Die oft gebräuchliche Kurzform ist Slawa.

## Herkunft und Bedeutung
Wjatscheslaw setzt sich aus zwei Bestandteilen zusammen. Wjatsche- bedeutet ‚mehr, größer‘, -slaw bedeutet ‚Ruhm‘. Der Name könnte als „der Ruhmreichste“ übersetzt werden. Die analogen tschechischen und polnischen Formen sind Václav und Wacław, eingedeutscht Wenzel (Wenzeslaus).
Der Name reiht sich in die anderen slawischen Namen ein, die auf -slaw enden: Jaroslaw, Miroslaw, Wladislaw oder Stanisław.
Nachdem im Mittelalter mehrere russische Fürsten diesen Vornamen trugen, wurde er wie die meisten nichtchristlichen slawischen Vornamen im Einflussbereich der Russisch-Orthodoxen Kirche für mehrere Jahrhunderte ungebräuchlich. Eine erneute Verbreitung erlebte er ab der zweiten Hälfte des 19. Jahrhunderts und verstärkt im 20. Jahrhundert, als das Interesse für Geschichte und die eigene nationale Identität zunahm.

## Bekannte Namensträger
- Wjatscheslaw Anissin (* 1951), russischer Eishockeyspieler.
- Wjatscheslaw Artjomow (* 1940), russischer Komponist.
- Wjatscheslaw Brjuchowezkyj (* 1947), ukrainischer Philologe und Literaturkritiker.
- Wjatscheslaw Butussow (* 1961), russischer Musiker.
- Wjatscheslaw Buzajew (* 1970), russischer Eishockeyspieler
- Wjatscheslaw Bykow (* 1960), russischer Eishockeyspieler und -trainer.
- Wjatscheslaw Fetissow (* 1958), russischer Eishockeyspieler und Sportfunktionär.
- Wjatscheslaw Golubzow (1894–1972), russischer Wissenschaftler.
- Wjatscheslaw Iwanow (1866–1949), russischer Philologe, Dichter und Autor.
- Wjatscheslaw Mosche Kantor (* 1953), russisch-jüdischer Unternehmer und Philanthrop.
- Wjatscheslaw Koslow (* 1972), russischer Eishockeyspieler.
- Wjatscheslaw Kotschemassow (1918–1998), sowjetisch-russischer Diplomat.
- Wjatscheslaw Kuljomin (* 1990), russischer Eishockeyspieler.
- Wjatscheslaw Kyrylenko (* 1968), ukrainischer Politiker.
- Wjatscheslaw Lemeschew (1952–1996), russischer Boxer.
- Wjatscheslaw Lypynskyj (1882–1931), ukrainischer Historiker.
- Wjatscheslaw Malafejew (* 1979), russischer Fußballtorwart.
- Wjatscheslaw Menschinski (1874–1934), sowjetischer Revolutionär und Politiker.
- Wjatscheslaw Molotow (1890–1986), sowjetischer Politiker.
- Wjatscheslaw Nikonow (* 1956), russischer Politiker.
- Wjatscheslaw von Plehwe (1846–1904), russischer Politiker.
- Wjatscheslaw Polunin (* 1950), russischer Clown.
- Wjatscheslaw Ragosin (1908–1962), russischer Schachspieler.
- Wjatscheslaw Sahorodnjuk (* 1972), ukrainischer Eiskunstläufer.
- Slawa Saizew (1938–2023), russischer Modemacher
- Wjatscheslaw Sof (1889–1937), sowjetischer Militär und Funktionär.
- Wjatscheslaw Sresnewski (1849–1937), russischer Slawist, Fotopionier und Sportfunktionär
- Wjatscheslaw Stepanow (1889–1950), russischer Mathematiker.
- Wjatscheslaw Tichonow (1928–2009), russischer Schauspieler
- Wjatscheslaw Tschornowil (1937–1999), ukrainischer Menschenrechtler und Politiker
- Wjatscheslaw Wiskowski (1881–1933), russischer Filmregisseur und Schauspieler
- Wjatscheslaw Wolodin (* 1964), russischer Politiker.
- Wjatscheslaw Woronin (* 1974), russischer Hochspringer.